# Maureen Teefy
Maureen Teefy est une actrice américaine née le 26 octobre 1953 à Minneapolis dans le Minnesota. Elle est principalement connue pour son rôle de Doris  dans le film musical Fame d’Alan Parker.

## Filmographie
- 1979 : Fyre de Richard Grand : Leann
- 1979 : 1941 de Steven Spielberg : USO girl
- 1979 : Scavenger Hunt de Michael Schultz : Lisa
- 1980 :  Fame d'Alan Parker : Doris Finsecker
- 1982 : Grease 2 de Patricia Birch : Sharon Cooper
- 1984 : Supergirl de Jeannot Szwarc : Lucy Lane
- 1992 : Star time de Alexander Cassini : Wendy
- 1997 : Men seeking women de Jim Milio : Teri